# رضا بیرالوند
رضا بیرالوند (زاده ۱۲ فروردین ۱۳۷۶ - بروجرد) وزنه‌بردار اهل ایران است.
وی توانست در مسابقات قهرمانی وزنه‌برداری آسیا ۲۰۱۹ سه مدال طلا کسب کند.

## افتخارات
- ۱۳۹۲، کسب هر سه مدال طلا در دسته ۸۵ کیلوگرم تیم نوجوانان با یک ضرب ۱۴۲، دوضرب ۱۷۱، مجموع ۳۱۳ کیلوگرم در مسابقات وزنه‌بردای قهرمانی آسیا در تایلند.[۳]
- ۱۳۹۵، کسب مقام سوم و نشان برنز دسته ۹۴ کیلوگرم در رقابت‌های وزنه‌برداری قهرمانی جوانان جهان - گرجستان.[۴]
- ۱۳۹۵، کسب مقام قهرمانی و نشان طلای دسته ۹۴ کیلوگرم به همراه عنوان قهرمانی تیمی در رقابت‌های قهرمانی جوانان آسیا به میزبانی توکیو ژاپن.[۵]
- ۱۳۹۷، کسب مدال طلای دوضرب و سوم مجموع با مهار وزنه ۲۱۸ کیلوگرم در دو ضرب قهرمانی جهان ۲۰۱۸

## نتایج
| سال                             | مکان               | وزن          | یک‌ضرب (کیلوگرم) | یک‌ضرب (کیلوگرم) | یک‌ضرب (کیلوگرم) | یک‌ضرب (کیلوگرم) | دوضرب (کیلوگرم) | دوضرب (کیلوگرم) | دوضرب (کیلوگرم) | دوضرب (کیلوگرم) | مجموع        | رتبه         |
| سال                             | مکان               | وزن          | ۱               | ۲               | ۳               | رتبه            | ۱               | ۲               | ۳               | رتبه            | مجموع        | رتبه         |
| قهرمانی جهان                    | قهرمانی جهان       | قهرمانی جهان | قهرمانی جهان    | قهرمانی جهان    | قهرمانی جهان    | قهرمانی جهان    | قهرمانی جهان    | قهرمانی جهان    | قهرمانی جهان    | قهرمانی جهان    | قهرمانی جهان | قهرمانی جهان |
| ------------------------------- | ------------------ | ------------ | --------------- | --------------- | --------------- | --------------- | --------------- | --------------- | --------------- | --------------- | ------------ | ------------ |
| ۲۰۱۸                            | عشق‌آباد، ترکمنستان | ۱۰۲ ک‌گ       | ۱۶۶             | ۱۷۲             | ۱۷۵             | ۴               | ۲۰۷             | ۲۰۸             | ۲۱۸             | 1               | ۳۹۳          | 3            |
| مسابقات وزنه‌برداری قهرمانی آسیا |                    |              |                 |                 |                 |                 |                 |                 |                 |                 |              |              |
| ۲۰۱۶                            | تاشکند، ازبکستان   | ۹۴ ک‌گ        | ۱۶۰             | ۱۶۵             | ۱۷۰             | ۵               | ۱۹۰             | ۱۹۸             | ۱۹۸             | ۵               | ۳۵۵          | ۵            |
| ۲۰۱۹                            | نانگبو، چین        | ۱۰۲ ک‌گ       | ۱۶۸             | ۱۶۹             | ۱۷۳             | 1               | ۲۰۵             | ۲۱۶             | --              | 1               | ۳۸۹          | 1            |